# Сабіни

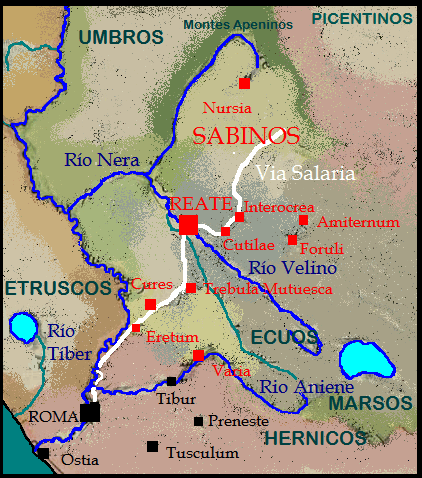
Сабіни

Сабі́ни або сабіня́ни (лат. Sabini, однина — Sabinus), відомі також як південні піцени — народ італьської групи (італіки), мова яких була найближче споріднена з оскійською та умбрійською мовами, і віддаленіше — з латиною.
Жили в античній Італії до заснування Риму, на території сучасних адміністративних районів Лаціо, Умбрія й Абруццо в передгір'ї Апенін на північний схід від Риму, цей регіон також названо Сабіна. Частина сабінів, що жили на пагорбах Рима, відіграли велику роль в утворенні римської народності й формуванні їхньої релігії. Згідно з легендою, римляни викрали під час одного зі святкувань сабінянок, щоб узяти їх собі за дружин (див. «Викрадення сабінянок»). Приблизно за рік потому армія сабінів підійшла до Рима, щоб визволити полонянок, але ті вийшли на поле бою з немовлятами від нових чоловіків на руках і домоглися примирення сторін.

У 290 до н. е. плем'я остаточно покорили римляни, а в 268 році до н. е. сабіни отримали римське громадянство. Згодом сабіни швидко втратили свою мову й латинізувались.

## Походження
Походження народу Сабіни не можна визначити з повною впевненістю, але вважається, що вони були в Лаціо з доісторичних часів і, коли була створена Римська республіка, вони асимілювалися в культуру і стали громадянами Риму. Вони населяли пагорби поблизу Риму в Лаціо, вони були розташовані на захід від Апеннінських гір, займаючи весь східний берег річки Нера аж поки не дійшли до Тибру та Анніо на півдні.
Існують дві гіпотези про походження людей Сабін: одна каже, що вони з півострова, інша, що вони є наслідком грецької колонізації.
Італійське походження
Деякі античні автори запевняють, що Сабіни походять з самої Італії як її корінний народ, або походять від умбрійців чи аборигенів. 
Катон і Діонісій Галікарнаський сказали, що сабіни походять з Фессалії - сільського міста на околиці Амітерну - на схилах Гран-Сассо. Діонісій Галікарнас - посилаючись на Зенодота Треценського - говорить, що вони є гілкою умбрійців. Між умбрійськими та сабінськими народами існують подібні риси. Одною з них є шанування божества Санк, яке є важливе для Сабін, але також присутнє серед умбрійців. Також були виявлені інші культурні подібності. Крім того, завдяки вивченню їхньої мови можна побачити загальне походження для всіх сабельських народів, хоча їхнє точне походження визначити неможливо.
За словами Діонісія Галікарнаса, Сабіни вигнали аборигенів з того регіону, який був центром міста Ліст. Ці аборигени мігрували до Лаціо, де, змішались з іншими групами, які походили з латинських поселень.
Грецьке походження
З іншого боку, існує менш правдоподібна гіпотеза, на яку натякає Плутарх, який вважає народ Сабінів колонією Лаконії. Плутарх вважає, що, будучи жителями Лаконії чи спартанцями, вони тямлять у використанні зброї. Традиція присвоєння Сабінянам грецького походження з'являється з IV століття до н.е. Він каже, що група спартанців висадилася на узбережжі Тірренського моря нинішньої Террачини, а потім піднялася до внутрішньої зони поки не дійшли до Апеннінів. 
Аналіз письма, що використовувалось Сабінами, змусив деяких учених знайти подібність з грецьким алфавітом і стверджувати, що Сабіни отримали його безпосередньо від греків без етруського посередництва. 

## Тимчасові поселення
Етнічні групи в передримській Італії, як правило, жили у тимчасових поселеннях, а не в селах чи містах. Це могло стосувалося групи сабінян, які обробляли невеликі ділянки і пасли отари та вівці. Але також правда в тому, що населення сабінян не можна охарактеризувати як однорідну людську групу. Сабіни були розкидані по всій території. Були знайдені невеликі поселення, але були і ядра влади та лідерства, такі як Курес та Еретум.

## Мова
Асиміляція Сабін під впливом латинців відбулася відносно рано в історії Риму, проте вважається, що, як і інші згадані народи, вони володіли оскійською мовою. Цей варіант рідної мови був одним із найпоширеніших у центральній Італії до ери Римської імперії. Написи на камені та монетах оскійською мовою були знайдені в Лаціо, Кампанії, Апулії, Базилікаті, Калабрії та в сицилійському місті Мессіна.
Зважаючи на характер будь-якої мови, тобто на її гнучкість та пристосованість до кожного міста та регіону, логічно, що існували різні варіанти тої самої оскської мови, яким говорили мешканці відносно віддалених міст. 

## Відомі сабіни
- Акрон — легендарний цар сабінського міста Ценіна, який після викрадення сабінянок першим виступив проти Риму й був переможений Ромулом в особистому протистоянні.
- Нума Помпілій — легендарний другий цар стародавнього Риму
- Тит Тацій — легендарний цар сабінян
- Анк Марцій — четвертий цар стародавнього Риму
- Ландон — сто двадцять другий папа Римський